# Hierodula everetti
Hierodula everetti är en bönsyrseart som beskrevs av Kirby 1904. Hierodula everetti ingår i släktet Hierodula och familjen Mantidae. Inga underarter finns listade i Catalogue of Life.